# Episodi di Odd Job Jack (terza stagione)
La terza stagione della serie animata Odd Job Jack, composta da 13 episodi, è stata trasmessa in Canada, da CTV Comedy Channel, dal 22 luglio al 14 ottobre 2006.
In Italia è stata trasmessa dal 4 febbraio 2008 su Comedy Central.
| nº | Titolo originale                             | Titolo italiano              | Prima TV USA      | Prima TV Italia |
| -- | -------------------------------------------- | ---------------------------- | ----------------- | --------------- |
| 1  | Twenty-One, You're Dead                      | Azzardo temporaneo           | 22 luglio 2006    | 4 febbraio 2008 |
| 2  | Jack Ryder and the Fountain of Life          | Jack e la fontana della vita | 29 luglio 2006    | 4 febbraio 2008 |
| 3  | The Temp, The Slut, The Queen and Her Corgis |                              | 5 agosto 2006     |                 |
| 4  | Kindergarten Temp                            |                              | 12 agosto 2006    |                 |
| 5  | Dragon Dueler                                | Jack cavaliere impavido      | 19 agosto 2006    |                 |
| 6  | The Big Dump                                 | Grande discarica             | 26 agosto 2006    |                 |
| 7  | 29.5                                         | Ventinove e mezzo            | 2 settembre 2006  |                 |
| 8  | A Candidacy of Dunces                        |                              | 9 settembre 2006  |                 |
| 9  | The Great White Joke                         |                              | 16 settembre 2006 |                 |
| 10 | The Man Who Smelled Too Much                 |                              | 23 settembre 2006 |                 |
| 11 | Claws                                        |                              | 30 settembre 2006 |                 |
| 12 | Jack Ryder Gets Hitched                      |                              | 7 ottobre 2006    |                 |
| 13 | My Big Miserable African Honeymoon           |                              | 14 ottobre 2006   |                 |